# Миролюбов, Василий Алексеевич

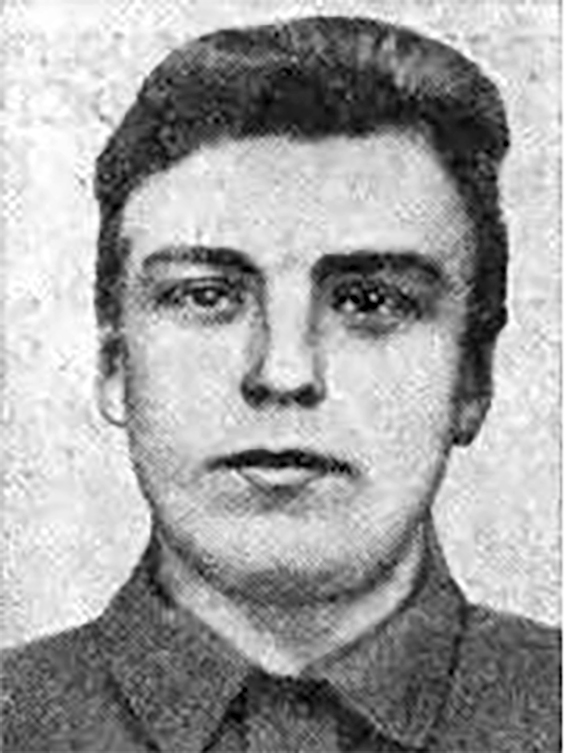
Василий Алексеевич Миролюбов

Васи́лий Алексе́евич Миролю́бов (18 апреля 1918 года — 17 октября 1943 года) — участник Великой Отечественной войны, разведчик 487-й отдельной разведывательной роты 218-й стрелковой дивизии 47-й армии Воронежского фронта, Герой Советского Союза (1944), красноармеец.

## Биография
В. А. Миролюбов родился 18 апреля 1918 года в село Чёрное (сейчас - Пестовский район Новгородской области) Новгородской губернии в семье рабочих. Получил образование, закончив 4 класса школы. С 1932 года проживал в посёлке Ударный Тисульского района Кемеровской области, где работал на руднике.
В ряды Красной армии призван в марте 1942 года, а с 1943 года в действующей армии.
Комсомолец Миролюбов в составе разведывательной группы 24 сентября 1943 года одним из первых преодолел Днепр в районе села Пекари (Каневский район Черкасской области) и в течение двух суток, до 26 сентября, принимал участие в отражении атак противника, удерживая плацдарм.
Погиб в бою 17 октября 1943 года. Похоронен в братской могиле на правом берегу Днепра (село Пекари).
Звание Героя Советского Союза присвоено посмертно 3 июня 1944 года.

## Награды
- Медаль «Золотая Звезда» Героя Советского Союза.
- Орден Ленина.
- Орден Красной Звезды.

## Память
- Именем Героя был назван пионерский отряд в населённом пункте Макаракский Тисульского района Кемеровской области.